# دیوژن آپولونی
دیوژن اهل آپولونیا، فیلسوف پیشاسقراطی بود. وی در آپولونیا، شهری در آسیای صغیر، در نیمه دوم سدهٔ پنجم پیش از میلاد می‌زیست. دیوژن از ملطیان و به ویژه از آناکسیمنس بسیار تأثیر پذیرفته بود.
وی می‌گفت آدمی باید تحقیق خود را با چیزی که مسلم و بی‌چون و چراست آغاز کند و بیان او باید ساده و متین باشد. او همچون ملطیان به وجود مادةالمواد معتقد بود و بر ضرورت آن اینگونه استدلال می‌کرد: «اگر اشیاء طبیعه مختلف بودند و در اساس ساختمان با خوی یکسان نبودند، نه می‌توانستند با یکدیگر مخلوط شوند، و نه بر یکدیگر به نحو مطلوب یا نامطلوب تأثیر کنند، و نه یک شیء می‌توانست از شیء دیگر رشد و نمو کند.»
مادةالمواد به نظر دیوژن، همانند نظر آناکسیمنس، هوا است که هوشمند، غایتمدار، نامتناهی، ازلی و پدیدآورندهٔ جهانهاست. هوا، خداست. هوا، جان همهٔ جانداران است؛ زیرا وقتی آنها از نفس کشیدن بازایستند، می‌میرند. هوا است که تمام احساسات را می‌آفریند. وقتی هوا با خون آمیخته شد، آن را سبک می‌کند و با نفوذ در سراسر بدن لذت را پدیدمی‌آورد. وقتی با خون آمیخته نشود، خون منقبض و بسته و منعقد می‌شود، و آنگاه درد به دنبال می‌آید.
دیوژن همچنین با بیانی دقیق به کالبدشناسی عروق آدمی پرداخته‌است.